# Grabplatte für Alexandre de Timmaker

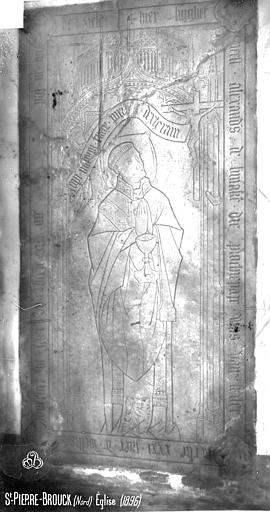
Grabplatte für Alexandre de Timmaker in Saint-Pierre-Brouck (Foto von Paul Robert, 1866–1898)

Die Grabplatte für Alexandre de Timmaker in der katholischen Kirche St-Pierre-aux-Liens von Saint-Pierre-Brouck, einer französischen Gemeinde im Département Nord in der Region Hauts-de-France, wurde im 15. Jahrhundert geschaffen. Die Grabplatte aus Marmor wurde im Jahr 1906 als Monument historique in die Liste der denkmalgeschützten Objekte (Base Palissy) in Frankreich aufgenommen wurde.
Die Grabplatte stellt Alexandre de Timmaker, von 1369 bis zu seinem Tod im Jahr 1400 Pfarrer von Saint-Pierre-Brouck, als Ritzzeichnung dar. Er ist mit einem Messgewand bekleidet und hält einen Kelch in den Händen. Sein Kopf wendet sich einem Kreuz zu. Ringsum am Rand ist eine französische Inschrift in Textura zu sehen.